# Sankt Johann am Wimberg
Sankt Johann am Wimberg è un comune austriaco di 1 034 abitanti nel distretto di Rohrbach, in Alta Austria.